# 劝农使
劝农使为中国古代职官，唐、宋、金、元时置，掌管劝课农桑。

## 唐朝
唐开元十二年（724年），兵部员外郎兼侍御史宇文融被任命为劝农使，巡行各州县，同吏民议定赋役。其下又置若干劝农判官。广德二年（764年），太子詹事李岘出任江南东西及福建等知道选事并劝农宣慰使。其时劝农使一职皆为临时差遣，而非常设。

## 宋朝
北宋至道二年（996年）置劝农使，巡查陈、颍 、蔡、襄、邓、唐、汝等州，劝民垦田，不过不久便被废除。景德三年（1006年）又在各路设置该职，由转运使、转运副使、知府、知州、知军、通判等兼任，又称为劝农事。天禧四年（1020年）专置劝农使与劝农副使，并兼提点刑狱公事，后又改称为提点刑狱劝农使、副使。天圣四年（1026年）各地劝农使司专署被废除，仍由转运使、转运副使、知府、知州、知军、通判等兼劝农使或劝农事衔。

## 金朝
金朝沿置该职，为劝农使司长官，员一人，为正三品。

## 元朝
元中统元年（1260年），各路宣抚司选择通晓农事者充任随处劝农官。次年设置劝农司，陈邃等八人分别出任滨棣、平阳、济南、河间、邢洺、河南、东平、涿州等地的劝农使。编写《农桑辑要》、推广农业生产知识和技术、检查劝课农桑成绩、编造农桑文册、辟田等。